# 謝璉
謝 璉（しゃ れん、生年不詳 - 1632年）は、明代の官僚。字は君実。本貫は荊州府監利県。

## 生涯
1616年（万暦44年）、進士に及第した。天啓年間、泉州府知府に任じられた。後に汝寧府知府に転じた。1626年（天啓6年）、江西副使に任じられ、湖東を分守した。1627年（天啓7年）、広東按察使に転じた。1630年（崇禎3年）、江西右布政使に任じられた。1631年（崇禎4年）、山東右布政使に転じた。8月、右僉都御史・遼東巡撫となり、山海関に駐屯した。1632年（崇禎5年）1月、孫元化に代わって右副都御史・登萊巡撫となった。萊州に駐屯し、兵の食糧を調達した。7月、孔有徳が偽降すると、謝璉は捕らえられて殺された。